# 7226 Kryl
7226 Kryl eller 1984 QJ är en asteroid i huvudbältet som upptäcktes den 21 augusti 1984 av den tjeckiske astronomen Antonín Mrkos vid Kleť-observatoriet i Tjeckien. Den är uppkallad efter artisten Karel Kryl.
Asteroiden har en diameter på ungefär 16 kilometer och den tillhör asteroidgruppen Themis.